# Giorgio Visconti
Giorgio Visconti (Parma, 18 settembre 1928 – Parma, 16 novembre 2010) è stato un calciatore e allenatore di calcio italiano, di ruolo centrocampista.

## Carriera

### Giocatore
Mediano, cresciuto nelle giovanili del Parma e del Bologna, debutta in Serie A il 30 aprile 1949 sul campo della Sampdoria. Rimane in forza ai rossoblu per tre stagioni, totalizzando 11 presenze e una rete nella massima serie, e nel 1951 scende in Serie B, in prestito alla Reggiana. Con i granata disputa una stagione poco convincente, e negli anni successivi prosegue la sua carriera nelle serie minori, con Molfetta e Ravenna: nella formazione romagnola rimane per sei stagioni, nelle quali la squadra sale dalla Promozione alla Serie C.

### Allenatore
Tornato a Parma, intraprende la carriera di allenatore nelle giovanili della società crociata, conquistando due scudetti nazionali Semiprofessionisti con la formazione Allievi nella stagione 1976-1977 e 1977-1978. Nel campionato di Serie C 1977-1978 sostituisce Giovanni Corelli sulla panchina della prima squadra, che porta al terzo posto finale lanciando come titolare Carlo Ancelotti.
In seguito ha allenato San Secondo e Langhiranese, formazioni dilettantistiche parmigiane.

## Palmarès

### Giocatore

#### Competizioni nazionali
- Scudetto Dilettanti: 1

Sarom Ravenna: 1956-1957

#### Competizioni regionali
- Promozione: 1

Sarom Ravenna: 1954-1955